# Torcy (Sena y Marne)
 Torcy  es una población y comuna francesa, en la región de Isla de Francia, departamento de Sena y Marne. Es la subprefectura de su distrito y el chef-lieu de su cantón.

## Demografía
| 725                       | 703 | 701 | 758 | 692 | 703 | 715 | 727 | 812 | 796 | 863 | 865 | 979 | 1 171 | 1 220 | 1 416 | 1 405 | 1 499 | 1 726 | 1 795 | 1 901 | 1 971 | 1 993 | 1 883 | 1 857 | 2 212 | 3 221 | 3 401 | 4 800 | 12 279 | 18 681 | 21 602 | 22 117 |
| (Fuente: INSEE y Cassini) |     |     |     |     |     |     |     |     |     |     |     |     |       |       |       |       |       |       |       |       |       |       |       |       |       |       |       |       |        |        |        |        |

## Hermanamientos[7]
- Lingenfeld (Alemania)
- Girvan (Reino Unido)
- Camboya.[8][9]